# Liste des routes provinciales de Terre-Neuve-et-Labrador
Le réseau routier de Terre-Neuve-et-Labrador est constitué de l'ensemble des routes provinciales de la province canadienne de Terre-Neuve-et-Labrador. Il comprend plus de 3 000 kilomètres de routes provinciales, tant principales, secondaires que tertiaires. Il s'étend sur l'entièreté de l'île de Terre-Neuve, particulièrement sur la péninsule d'Avalon. Il s'étend aussi dans le sud et l'est du Labrador. Voici la liste des routes de la province.

## Routes principales
Il existe cinq routes principales, tous situées sur l'île de Terre-Neuve.
- Route 1, de loin la plus importante route de l'île, la Route Transcanadienne
- Route 2
- Route 3
- Route 75
- Route 430

## Routes secondaires
Elles relient la route 1 aux péninsules de l'île et aux autres territoires de l'île de Terre-Neuve. Les routes 500 et 510 sont situées au Labrador.
- Route 3A
- Route 210, vers la péninsule Burin
- Route 230, vers la péninsule Bonavista
- Route 320, vers le nord de Gander
- Route 330, vers le nord-est de gander
- Route 340, vers Twillingate et les îles
- Route 360, vers Harbour Breton
- Route 410, vers la péninsule Baie Verte
- Route 480, vers Burgeo
- Route 500, Route Translabradorienne de Fermont (via la R-389 au Québec) à Happy Valley-Goose Bay.
- Route 510, Labrador Coastal Drive de Blanc-Sablon (via la R-138 au Québec) à Happy Valley-Goose Bay.

## Routes tertiaires
Ce sont les routes connectant les routes secondaires aux autres villages le long des routes secondaires. Elles sont en très grand nombre.
- Route 10
- Route 11
- Route 13
- Route 20
- Route 21
- Route 30
- Route 40
- Route 41
- Route 50
- Route 60
- Route 61
- Route 62
- Route 63
- Route 70
- Route 71
- Route 72
- Route 73
- Route 74
- Route 80
- Route 81
- Route 90
- Route 91
- Route 92
- Route 93
- Route 94
- Route 100
- Route 101
- Route 102
- Route 201
- Route 202
- Route 203
- Route 204
- Route 205
- Route 211
- Route 212
- Route 213
- Route 214
- Route 215
- Route 220
- Route 220A
- Route 221
- Route 222
- Route 230A
- Route 231
- Route 232
- Route 233
- Route 234
- Route 235
- Route 236
- Route 237
- Route 238
- Route 239
- Route 301
- Route 310
- Route 331
- Route 332
- Route 333
- Route 334
- Route 335
- Route 341
- Route 342
- Route 343
- Route 344
- Route 345
- Route 346
- Route 350
- Route 351
- Route 352
- Route 361
- Route 362
- Route 363
- Route 364
- Route 365
- Route 370
- Route 371
- Route 380
- Route 381
- Route 382
- Route 390
- Route 391
- Route 392
- Route 401
- Route 402
- Route 403
- Route 404
- Route 405
- Route 406
- Route 407
- Route 408
- Route 411
- Route 412
- Route 413
- Route 414
- Route 415
- Route 416
- Route 417
- Route 418
- Route 419
- Route 420
- Route 421
- Route 422
- Route 431
- Route 432
- Route 433
- Route 434
- Route 435
- Route 436
- Route 437
- Route 438
- Route 440
- Route 450
- Route 460
- Route 461
- Route 462
- Route 463
- Route 470
- Route 490
- Route 503
- Route 513
- Route 514
- Route 516
- Route 520

## Routes tertiaires alternatives
Il existe aussi une série de routes alternatives aux routes tertiaires. Elles sont numérotées en tant que le numéro de la route tertiaire, un trait d'union, puis un autre numéro (exemple: 210-01)